# Библиография Тома Вулфа

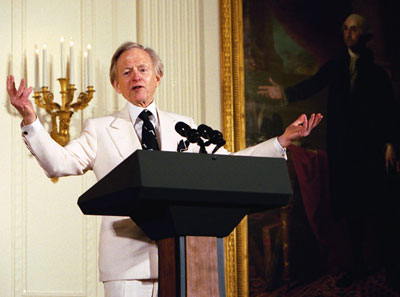
Том Вулф на выступлении в Белом доме

То́мас Ке́ннерли «Том» Вулф-младший (англ. Thomas Kennerly «Tom» Wolfe, Jr.; 2 марта 1930, Ричмонд, штат Виргиния, США —  14 мая 2018, Нью-Йорк , штат Нью-Йорк, США) — американский журналист и писатель, пионер направления «новая журналистика» в литературе. Является одним из самых знаменитых журналистов Америки, также как и одним из наиболее успешно продаваемых писателей в стране. Обладатель восьми различных литературных премий и автор шестнадцати книг, три из которых экранизированы и две планируются к постановке.
Журналистскую деятельность Вулф начал в 1956 году, работая на массачусетскую газету The Republican, однако первого признания добился только пять лет спустя — сотрудничая с изданием The Washington Post, Вулф получил премию Гильдии издателей периодической печати за обзор революции на Кубе. К этому же времени относятся первые журналистские новации Вулфа — одним из первых он начал использовать в газетных репортажах элементы беллетристики; первой книгой, написанной в новом ключе, стала «Конфетнораскрашенная апельсиннолепестковая обтекаемая малютка» (1965), ставшая бестселлером и получившая многочисленные хвалебные отклики со стороны литературных критиков. Выход работы укрепил позиции Вулфа среди наиболее влиятельных и авторитетных журналистов США и стал днём рождения зарождающегося направления — «новой журналистики».

## Романы
| Год первого издания | Название на русском языке | Оригинальное название       | Год издания на русском                       |
| ------------------- | ------------------------- | --------------------------- | -------------------------------------------- |
| 1987                | Костры амбиций            | The Bonfire of the Vanities | 2001 (в двух книгах), 2003, 2006, 2009, 2018 |
| 1998                | Мужчина в полный рост     | A Man in Full               | 2006                                         |
| 2004                | Я — Шарлотта Симмонс      | I Am Charlotte Simmons      | 2006                                         |
| 2012                | Голос крови               | Black to Blood              | 2014                                         |

## Документалистика
| Год первого издания | Название на русском языке             | Оригинальное название           | Год издания на русском       |
| ------------------- | ------------------------------------- | ------------------------------- | ---------------------------- |
| 1968                | Электропрохладительный кислотный тест | The Electric Kool-Aid Acid Test | 1996, 2000, 2004, 2006, 2018 |
| 1979                | Нужная вещь / Битва за космос         | The Right Stuff                 | 2000, 2006                   |

## Сборники эссе
| Год первого издания | Название на русском языке                                     | Оригинальное название                            | Год издания на русском |
| ------------------- | ------------------------------------------------------------- | ------------------------------------------------ | ---------------------- |
| 1965                | Конфетнораскрашенная апельсиннолепестковая обтекаемая малютка | The Kandy-Colored Tangerine Flake Steamline Baby | 2007                   |
| 1973                | Новая журналистика и Антология новой журналистики             | The New Journalism                               | 2008                   |

## Произведения, не изданные на русском языке

### Документалистика
| Год первого издания | Оригинальное название                        | Примечание                                                                          |
| ------------------- | -------------------------------------------- | ----------------------------------------------------------------------------------- |
| 1970                | Radical Chic & Mau-Mauning the Flac Catchers | Критика современной политики в кругу нью-йоркских знаменитостей                     |
| 1975                | The Painted Word                             | Критика современного искусства                                                      |
| 1980                | In Our Time                                  | Коллекция эссе и рисунков                                                           |
| 1981                | From Bauhaus to Our House                    | Книга, посвященная архитектуре, городскому планированию, истории искусств и дизайну |
| 1982                | The Purple Decades                           | Сборник работ, сконцентрированных на теме 1970-х годов                              |

### Сборники эссе
| Год первого издания | Оригинальное название                 | Примечание                                                           |
| ------------------- | ------------------------------------- | -------------------------------------------------------------------- |
| 1968                | The Pump House Gang                   | Статьи, написанные с 1964 по 1966 год для New York Magazine          |
| 1976                | Mauve Gloves & Madmen, Clutter & Vine | Работы, написанные с поздних 1960-х по ранние 1970-х                 |
| 2000                | Hooking Up                            | Ранее не публиковавшаяся художественная и документальная малая проза |